# 1999년 동계 유니버시아드
1999년 동계 유니버시아드(영어: 1999 Winter Universiade, XIX Winter Universiade)는 1999년 1월 22일부터 1월 30일까지 슬로바키아의 포프라트에서 열린 동계 유니버시아드이다.

## 대회 이모저모
- 강원도에서 개최된 1999년 동계 아시안 게임과 일정이 겹쳐, 대한민국은 국가대표 2진 선수들을 1999년 동계 유니버시아드에 파견하였다.
- 대한민국은 1987년 대회 이후 처음으로 메달 획득에 실패하였다. 전략 종목이라 여겼던 쇼트트랙에서 금메달 2~3개를 예상했지만 모두 예선 탈락하여 결승 라운드까지 진출한 선수가 아무도 없는 등 전체적으로 극히 부진하였다.

## 메달 집계
| 순위 | 국가       | 금메달 | 은메달 | 동메달 | 합계 |
| ---- | ---------- | ------ | ------ | ------ | ---- |
| 1    | 러시아     | 8      | 11     | 11     | 30   |
| 2    | 오스트리아 | 7      | 3      | 0      | 10   |
| 3    | 슬로바키아 | 4      | 7      | 7      | 18   |
| 4    | 일본       | 4      | 5      | 7      | 16   |
| 5    | 폴란드     | 4      | 3      | 3      | 10   |
| 6    | 우크라이나 | 4      | 1      | 2      | 7    |
| 7    | 이탈리아   | 4      | 0      | 2      | 6    |
| 7    | 프랑스     | 4      | 0      | 2      | 6    |
| 9    | 중국       | 3      | 5      | 6      | 14   |
| 10   | 스웨덴     | 3      | 2      | 3      | 8    |
| 11   | 불가리아   | 3      | 0      | 2      | 5    |
| 12   | 벨라루스   | 2      | 2      | 2      | 6    |
| 13   | 캐나다     | 1      | 2      | 1      | 4    |
| 14   | 독일       | 1      | 0      | 3      | 4    |
| 15   | 스위스     | 0      | 4      | 0      | 4    |
| 16   | 체코       | 0      | 2      | 1      | 3    |
| 17   | 미국       | 0      | 2      | 0      | 2    |
| 18   | 슬로베니아 | 0      | 1      | 2      | 3    |
| 19   | 스페인     | 0      | 1      | 0      | 1    |
| 19   | 벨기에     | 0      | 1      | 0      | 1    |

| 동계 유니버시아드 |                                        |               |
| 이전              | 1999년 동계 유니버시아드 포프라트 1999 | 다음          |
| 무주 1997         | 1999년 동계 유니버시아드 포프라트 1999 | 자코파네 2001 |
|                   |                                        |               |
|                   |                                        |               |